# Роуз (театр)
Театр Роуз (англ. - The Rose) - театр єлизаветинської епохи, четвертий з громадських театрів, які були побудовані у Англії, і один з перших, побудованих за межами юрисдикції Лондонського Сіті. Перший з кількох театрів, що розташовувались в Банксайді (Саузварк) та перший театр, спеціально побудований для постановки п'єс Вільяма Шекспіра.

## Історія

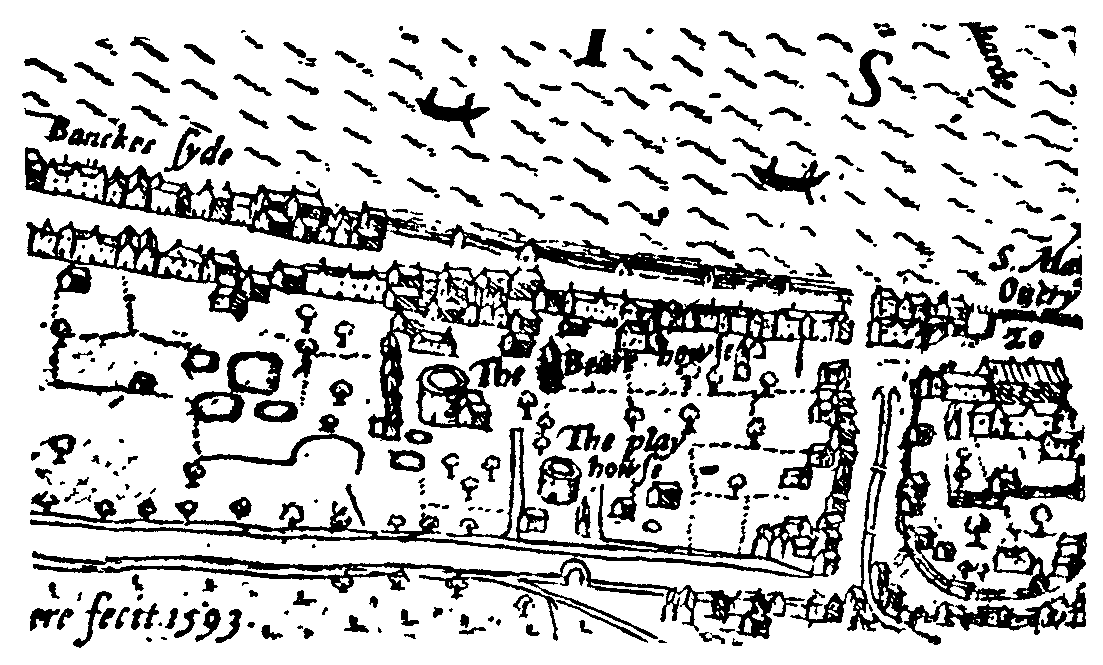
Схема 1593 року, яка показує театр Роуз по відношенню до Беар Гарден у Банксайді. Маштабовано

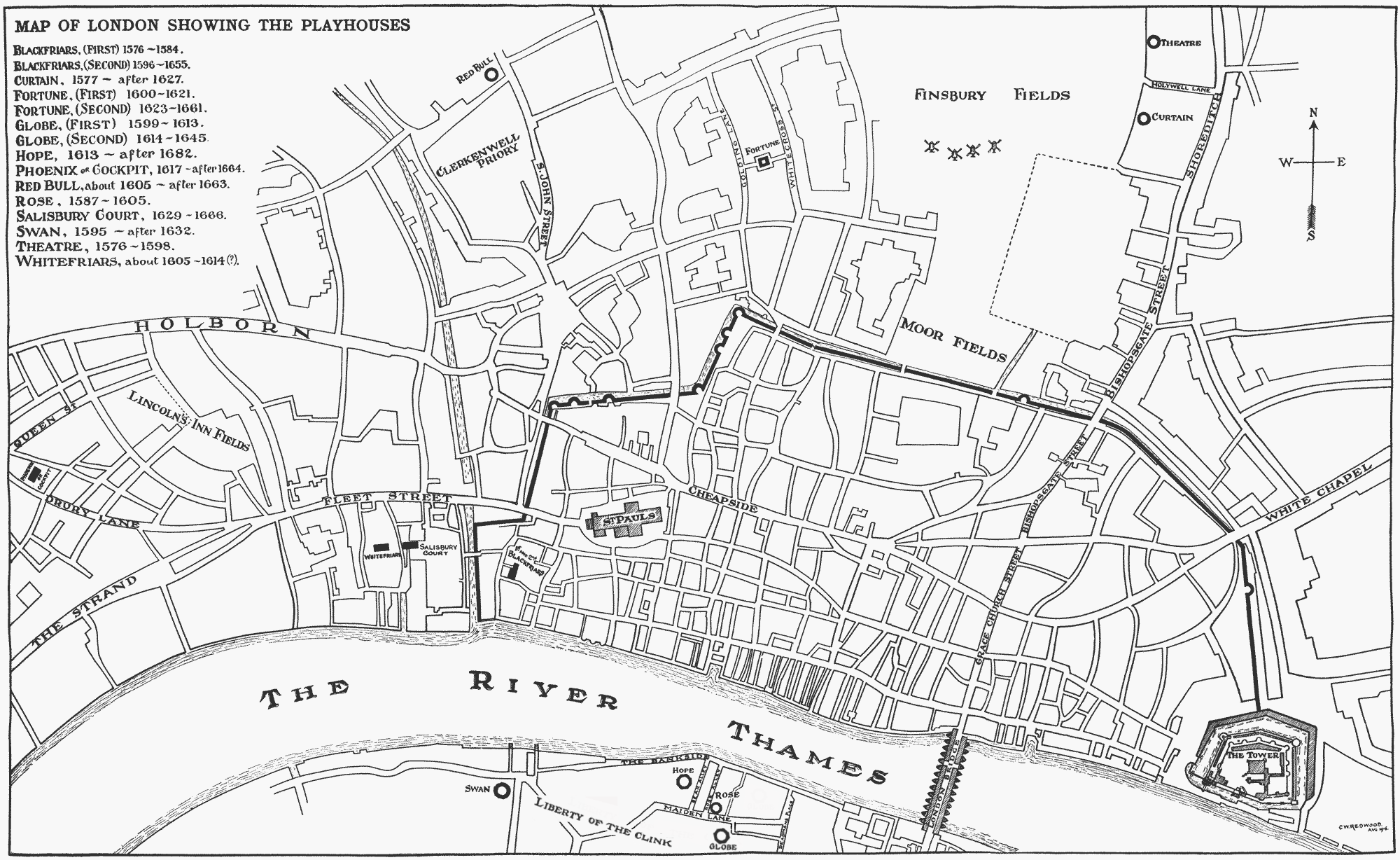
Театр Роуз позначений в нижній частині вулиці. Маштабовано

Театр Роуз був побудований у 1587 році Філіпом Вінслоу і бакалійником на ім'я Джон Холмелі. Це був перший спеціально побудований театр, для постановки п'єс Шекспіра. Театр був побудований на місці садиби під назвою "Маленькі троянди", який Вінслоу орендував у парафії Св. Спасителя (Саузворк) у 1585 році. Театр Роуз був першим з кількох театрів, що розташовувались в Банксайді (Саузворк) на південному березі Темзи. Цей район був відомий своїми визначними пам'ятками для туристів, гральними притонами та борделями. Він розташовувався у Ліберті оф Клинк, вольниці, що була поза юрисдикцією цивільної влади Лондона. На той час на північ від Лондона, професійні театри існували вже протягом більше ніж десяти років. Однак, Вінслоу визначив легкість, з якої глядачі могли переправлятись через Темзу і вирішив створити театр саме у цій місцевості.
Будівля театру була зведена теслею Джоном Грігсом., з бруса та оздоблені зовні рейками і штукатуркою. Дах театру був виконаний з соломи. 
Успіх театру Роуз спонукала інші театральні колективи осісти в Банксайді. Зокрема Трупа Лорда-Камергера побудувала театр "Глобус" у 1599 році. Після цього у театра Роуз почались скрутні часи. У січні наступного року, Вінслоу і його новий партнер Едвард Аллейн побудували театр Форчун північніше Темзи, щоб заповнити вакуум, що утворився, коли Трупа Лорда-Камергера залишила Шордіч. 
Однак у зв'язку з скаргами від міської влади, в червні 1600 року Таємний Рада ухвалила рішення, що тільки двом театрам дозволено проводити вистави: театру "Глобус" у Банксайді, і Форчун Плейхаус у Мидлсексі (точніше у Шордічі). Театр Роуз деякий час використана трупою Лорда Пемброка у 1600 році і трупою Ворчестера в 1602 і 1603 роках. У 1605 році закінчився термін договору оренди з парафією Св. Спасителя. Філіп Вінслоу був готовий продовжити його оренду на тих самих умовах. Однак прихід наполіг на переукладенні договору і потроїли вартість оренди ділянки. Вінслоу вирішив віддати будівлю театру власникам ділянки у 1605 році разом з закінченням терміну оренди. Театр Роуз, був знесений приблизно у 1606 році, а Філіп Вінслоу зосередився на створенні театру Хоуп, який був збудований у 1613 році.

## Унікальність
Театр Роуз, відрізнявся від інших театрів Елізаветинської епохи, можливістю використання великої сцени на двох рівнях. Вважається, що всі Єлизаветинські театри мали обмежені можливості для сцен, що відбувались "наверху" або на верхньому поверсі (наприклад сцени Джульєтти біля вікна у п'єсі "Ромео і Джульєтта"). 

## Розкопки

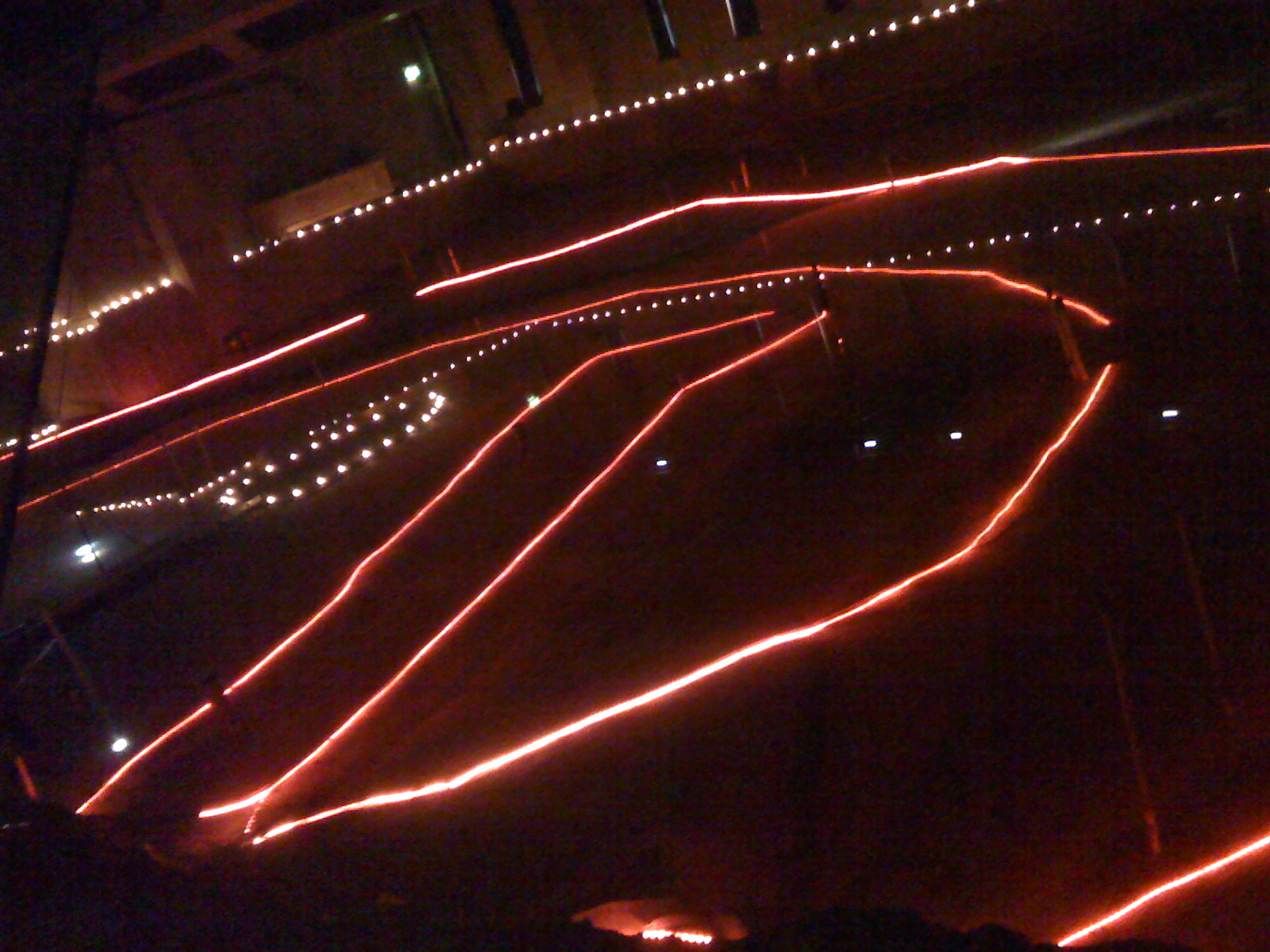
Стан розкопок на місці театру "Роуз" опублікований для демонстрації громадськості в 1999 році

У 1989 році рештки театру Роуз опинилися під загрозою знищення через забудову. До кампанії [Архівовано 16 грудня 2015 у Wayback Machine.] по порятунку місця розкопок були залучені кілька відомих театральних діячів, у тому числі Пеггі Ашкрофт і Лоуренс Олів'є. У підсумку було прийнято рішення призупинити будівництво над верхньою частиною театру, залишивши її законсервованою. В результаті архітектурна пам'ятка була названий "однією з самих дивних пам'яток Лондона". Місце позначене пам'ятною дощечкою за адресою Парк-стріт, 56.

## Театр Роуз сьогодні
У 1999 році, місце розкопок було знову відкрите для публіки. Фундамент театру Роуз покритий декількома дюймами води, щоб зберегти ґрунт від збільшення тріщин. У 2007 році частина театру Роуз була відкрита для постановки, що виконували на невеликій частині сцени.

## Сучасні реконструкції
Реконструкція театру Роуз використана у фільмі "Закоханий Шекспір". Після 10 років зберігання Джуді Денч подарувала її британській Шекспірівській компанії, яка планувала відновити театр на півночі Англії. Однак плани не вдалося реалізувати, таким чином, яким вони були проголошені у 2009 році. У 2008 році був побудований  театр Роуз у Кінгстоні. Це сучасний театр, але побудований на основі даних розкопок первинного театру Роуз 1989 року.

## Зовнішні посилання
- The Rose Playhouse: The Rose Theatre Research Trust [Архівовано 4 квітня 2007 у Wayback Machine.]
- Shakespearean Playhouses, by Joseph Quincy Adams, Jr. from Project Gutenberg
- Entrance, in Google's Street View

- Save the Rose – a video by Richard Miller following events at the archaeological site on 14 May 1989